# Сартен (округ)
Сартен (фр. Sartène) — округ (фр. Arrondissement) во Франции, один из округов в регионе Корсика. Департамент округа — Корсика Южная. Супрефектура — Сартен.
Население округа на 2006 год составляло 34 721 человек. Плотность населения составляет 19 чел./км². Площадь округа составляет всего 1819 км².